# Ruthenium(IV)-oxid
Ruthenium(IV)-oxid ist eine chemische Verbindung des Rutheniums aus der Gruppe der Oxide.

## Gewinnung und Darstellung
Ruthenium(IV)-oxid kann zum Beispiel durch Hydrolyse von Rutheniumhalogeniden (z. B. Ruthenium(III)-chlorid) gewonnen werden.
Einkristalle des Oxides lassen sich durch eine CVT-Methode (Chemical Vapor Transport) herstellen. Hierfür wird zunächst Ruthenium-Schwamm im Sauerstoffstrom bei 1000 °C zum polykristallinen Oxid umgesetzt. Dieses Oxid wird dann in einem 3-Zonen-Ofen im Sauerstoffstrom bei 1190 °C in ein flüchtiges Oxid überführt, welches sich dann in einer kälteren Region des Rohres bei 1090 °C wieder zu Sauerstoff und Ruthenium(IV)-oxid zersetzt, wobei 3 bis 4 mm große Einkristalle der Zielverbindung entstehen. Für die Umsetzung von 2 g des polykristallinen Ausgangsmaterials wird eine Reaktionszeit von etwa 15 Tagen benötigt.
{\displaystyle {\ce {2RuO2 + O2 <=> 2RuO_{3(g)}}}}
{\displaystyle {\ce {RuO2 + O2 <=> RuO_{4(g)}}}}

## Eigenschaften
Wasserfreies Ruthenium(IV)-oxid ist blauschwarz und geruchlos. Es besitzt eine Rutil-Kristallstruktur.
Daneben existiert auch eine schwarze, hydratisierte Form, welche oberhalb von 75 °C Kristallwasser abspaltet.

## Verwendung
Ruthenium(IV)-oxid wird für die Beschichtung von Titan-Anoden, wie sie beispielsweise für die Chloralkali-Elektrolyse benötigt werden, und  in der Elektronikindustrie verwendet.
Außerdem wird Rutheniumoxid in Widerstandsthermometern für extrem tiefe Temperaturen verwendet.
Weitere Anwendung findet es im Bereich der Mikroelektronik als Wirksubstanz in Widerstandspasten für die Dickschichttechnik.